# Nasielsk
Nasielsk è un comune urbano-rurale polacco del distretto di Nowy Dwór Mazowiecki, nel voivodato della Masovia.
Ricopre una superficie di 202,47 km² e nel 2004 contava 19 138 abitanti.